# Scabiosa
Scabiosa es un género de la antigua familia Dipsacaceae, ahora subfamilia de Caprifoliaceae, de cardos con flores. Muchas de las especies de este género incluyen la palabra scabious. Sin embargo algunas plantas conocidas como scabious se clasifican en Knautia y Succisa. Otro nombre para este género es "flores del acerico". Comprende 554 especies descritas y de estas, solo 22 aceptadas.

## Distribución
Estas plantas son naturales de Europa y de Asia. Ciertas especies como S. columbaria y S. atropurpurea se han desarrollado en jardines.

## Descripción
Son hierbas perennes o anuales. Hojas opuestas, enteras o divididas. Involucro a menudo radiante. Las brácteas involucrales generalmente herbáceas. Cáliz de 5 setas aristadas. Corola tubular, con 5 lóbulos. Estambres 4. Involucelos 8-ranurados o con 8 hoyos anteriores, se expanden por encima en una corona escariosa, el fruto es un aquenio.
Tiene las flores pequeñas de color azul lavanda, lila o color crema, llevando una sola cabeza en un tallo alto y erecto. Tiene un rico néctar que atrae los insectos como las  Lepidoptera.
En 1782, una misteriosa y amarilla pálida escabiosa, llamada Scabiosa trenta, es descrita por Belsazar Hacquet, un médico, botánico, montañista austríaco, en su obra Plantae alpinae Carniolicae. Y fue una gran fuente de inspiración para posteriores botánicos y alpinistas descubridores de la flora de los Alpes Julianos, especialmente Julius Kugy.  Luego el botánico austríaco Anton Kerner von Marilaun probó que Belsazar Hacquet no había descubierto una nueva especie, sino un espécimen de la luego conocida submediterránea Cephalaria leucantha.

## Taxonomía
El género fue descrito por Carlos Linneo y publicado en Species Plantarum 1: 98. 1753. La especie tipo es: Scabiosa columbaria L.
Etimología
Scabiosa: nombre genérico que deriva del latín scabiosus  = "áspero, sarnoso", refiriéndose a que supuestamente servían para curar la sarna; aunque según algunos, el nombre aludiría tan solo a la aspereza del indumento de las referidas plantas.

## Especies
- Scabiosa achaeta Vis. & Pancic
- Scabiosa andryifolia
- Scabiosa argentea L.
- Scabiosa arvensis L.
- Scabiosa atropurpurea escobilla morisca o escabiosa marítima
- Scabiosa calocephala Boiss.
- Scabiosa canescens
- Scabiosa columbaria
- Scabiosa comosa Fisch. ex Roem. & Schult.
- Scabiosa lucida
- Scabiosa maritima
- Scabiosa ochraleuca
- Scabiosa palaestrina
- Scabiosa prolifera
- Scabiosa stellata escabiosa menor o farolito
- Scabiosa trianda
- Scabiosa vestina